# Pedubast II
Pedubast II là một pharaon cai trị thuộc Vương triều thứ 22 hoặc thứ 23 trong lịch sử Ai Cập cổ đại.

## Chứng thực
Không được đề cập đến trong bất kỳ danh sách nào, nhưng Pedubast được cho là người kế vị của Shoshenq V, chứ không phải Osorkon IV, theo Aidan Dodson và Dyan Hilton. Dodson đã gán cho Pedubast một triều đại 10 năm, khoảng 743 – 733 TCN, thuộc Vương triều thứ 22. Tuy nhiên, Jürgen von Beckerath lại xếp Pedubast II vào Vương triều thứ 23, cai trị 5 năm, khoảng 736 – 731 TCN. Kenneth Kitchen lại cho rằng, Pedubast II đã cai trị trong khoảng thời gian xâm lược của người Assyria vào giữa những năm 660 TCN. Độ dài triều đại chính xác của vị vua này là không chắc chắn.
Pedubast II có thể là con trai của Iuput II và sau đó là một lãnh chúa tại Athribis bởi vì danh sách các vua của Piye đã đặt một Pedubast, người được gọi là "Hoàng tử Athribis", ngay bên cạnh Osorkon IV. Ông cũng được cho là con của Shoshenq V. Tên ngai của Pedubast được tìm thấy trên vài khối gạch, cho thấy ông đã cai trị tại Tanis hoặc một khu vực nào đó ở châu thổ sông Nin.